# Grevenmacher (district)
Grevenmacher este un district al Luxemburgului ce ocupă treimea de sud-vest a țării. 